# Delophon georgianum
Delophon georgianum är en mångfotingart som beskrevs av Chamberlin 1943. Delophon georgianum ingår i släktet Delophon och familjen Abacionidae. Inga underarter finns listade i Catalogue of Life.